# Hydrostachys
Hydrostachys je jediný rod čeledi Hydrostachyaceae vyšších dvouděložných rostlin z řádu dřínotvaré (Cornales). Jsou to vodní byliny s jednoduchými nebo složenými listy a klasovitými květenstvími. Rod zahrnuje asi 20 druhů a je rozšířen v subsaharské Africe a na Madagaskaru.

## Popis
Jednoleté nebo vytrvalé ponořené vodní byliny pouze s adventivními kořeny. Rostliny jsou většinou dvoudomé. Listy jsou jednoduché, zpeřené nebo vícenásobně složené. Čepel je jednoduchá nebo členěná. Květy jsou bezobalné, drobné, v hustých klasech, podepřené listeny. Samčí květy obsahují jedinou tyčinku. Semeník je svrchní, srostlý ze 2 plodolistů, se 2 volnými nebo částečně srostlými dlouhými a úzkými vytrvalými čnělkami. Vajíček je mnoho, placentace je parietální. Plodem je mnohasemenná tobolka.

## Rozšíření
Rod se vyskytuje v asi 20 druzích v subsaharské Africe a na Madagaskaru. Většina druhů (18) jsou madagaskarské endemity.

## Taxonomie
V dřívějších systémech byla čeleď Hydrostachyaceae řazena do blízkosti rovněž vodních čeledí hvězdošovité (Callitrichaceae) a prustkovité (Hippuridaceae) a čeledí řádu hluchavkotvaré (Lamiales).